# Конопля Микола Іванович
Мико́ла Іва́нович Коно́пля (6 липня 1954, Дякове, Антрацитівський район) — український агроном, доктор сільськогосподарських наук — 1994, професор — 2000. Проросійський колаборант. Із 2014 активно співпрацює з «ЛНР».

## біографічні деталі
1971 року почав працювати робочим в колгоспі у Антрацитівському районі.
1980 року закінчив навчання в Луганському сільськогосподарському інституті — на агрономічному факультеті, працював головним агрономом у одному з колгоспів Троїцького району.
Протягом 1981—1994 років працював в дніпропетровському Інституті кукурудзи — аспірант, молодший, старший науковий співробітник, завідувач лабораторії, заввідділу, заступник директора по науковій роботі.
1984 року захищає кандидатську дисертацію в Херсонському сільськогосподарському інституті, 1994 — доктор сільськогосподарських наук — дисертація «Агробіологічні аспекти ресурсозберігаючої технології вирощування кукурудзи на зерно в післяукісних посівах на зрошуваних землях Півдні України».
З 1994 року перейшов на роботу до Луганського педагогічного інституту — як доцент кафедри біології та проректор інституту. Згодом отримав посаду професора та завідувач кафедри біології.
У 1998—2001 роках, коли педінститут реформували в національний університет і почалося відкриття нових спеціальностей, ця кафедра мала назву «кафедра біології та екології», проте вже з 1991 року, після виокремлення кафедри екології проф. Микола Конопля знову став завідувачем кафедри біології.
З 2012 року, після звільнення з посади завідувача кафедри (за хабарі) працює на тій самій кафедрі на посаді професора.
З 2014 року під егідою «ЛНР» повертається до завідування тією ж кафедрою.

## наукова робота
В основному працює над такими темами:
- енергозберігаючі екологічно безпечні технології вирощування кукурудзи (зокрема харчового напрямку),
- флора та рослинність Сходу України.

В науковому доробку має понад 300 праць, з них 12 монографій, підручників та посібників.
Як педагог підготував 20 кандидатів наук; найбільша кількість наукових доробків (монографії, гербарій, навчальні посібники) зроблена з дочкою — Ольгою Курдюковою, асистентом цієї ж кафедри біології.

## Деякі з його праць
- 2004 — (з Ісіковим В. П.) «Дендромікологія»,
- 2005 — (з Соколовською І. Н.) «Кукурудзяні стовпчики — розвиток, врожайність, використання»,
- 2006 — (з Н. Ю. Мацай) « Потенційний запас насіння та насіннєва продуктивність рослин»,
- 2009 — (з О. М. Курдюковою, І. В. Костирею, М. А. Остапенком) « Бур'яни-ефемери та боротьба з ними в посівах озимої пшениці в Степу України»,
- 2009 — (з О. Н. Курдюковою та Н. А. Мельник) «Розповсюдження бур'янів-алергенів та боротьба з ними в Степовій Україні»,
- 2010 — (з Курдюковою О. М.) «Хвилівник звичайний (Aristolochia clematitis L .) — біологія, шкодочинність, заходи контролю»,
- 2010 — (з Н. О. Мельник) « Поширення, морфобіологічні особливості та контролювання забур'яненості латуком татарським агрофітоценозів у північному Степу України»,
- 2010 — (з Н. Ю. Мацай та С. І. Капустіним) « Насіннєва продуктивність деяких бур'янів північного Степу України»,
- 2010 — (з Курдюковою О. М.) «Бур'яни на присадибних ділянках: видовий склад, поширення, рясність та їх контролювання»,
- 2010 — (з Н. Ю. Мацай, І. Н. Соколовською) «Біологічні основи рослинництва та тваринництва»,
- 2011 — «Програма та методичні рекомендації до лабораторних робіт та польової практики з курсу „Ґрунтознавство з основами геології“»,
- 2012 — (з Курдюковою О. М.) — «Бур'яни Степів України»,